# Magritte du cinéma 2014
De 4e uitreiking van de Magritte du cinéma vond plaats op 1 februari 2014 voor de Belgische Franstalige films uit 2013. De uitreiking vond plaats in het Square - Brussels Meeting Centre te Brussel met Fabrizio Rongione als gastheer. De Magritte d'honneur werd uitgereikt aan de regisseur/acteur Emir Kusturica.

## Winnaars en genomineerden
De genomineerden werden op 9 januari 2014 bekendgemaakt.

### Beste film
- Ernest et Célestine van Benjamin Renner, Stéphane Aubier en Vincent Patar
  - Au nom du fils van Vincent Lannoo
  - Kinshasa Kids van Marc-Henri Wajnberg
  - Le monde nous appartient van Stephan Streker
  - Tango libre van Frédéric Fonteyne

### Beste regisseur
- Benjamin Renner, Stéphane Aubier en Vincent Patar – Ernest et Célestine
  - Vincent Lannoo – Au nom du fils
  - Frédéric Fonteyne – Tango libre
  - Sam Garbarski – Vijay and I

### Beste acteur
- Benoît Poelvoorde – Une place sur la terre
  - Sam Louwyck – La Cinquième Saison
  - François Damiens en Jan Hammenecker – Tango libre

### Beste actrice
- Pauline Étienne – La Religieuse
  - Astrid Whettnall – Au nom du fils
  - Lubna Azabal – Goodbye Morocco
  - Déborah François – Populaire

### Beste debuutfilm
- Une chanson pour ma mère van Joël Franka
  - A pelada van Damien Chemin
  - Bxl-Usa van Gaëtan Bevernaege
  - Hors les murs van David Lambert
  - Je suis supporter du Standard van Riton Liebman
  - Le Sac de farine van Kadija Leclère
  - Twa timoun van Jonas d'Adesky

### Beste Vlaamse film in coproductie
- Kid van Fien Troch
  - Brasserie Romantiek van Joël Vanhoebrouck
  - La Cinquième Saison van Peter Brosens en Jessica Woodworth

### Beste buitenlandse film in coproductie
- La Vie d'Adèle van Abdellatif Kechiche
  - La Religieuse van Guillaume Nicloux
  - Les Chevaux de Dieu van Nabil Ayouch
  - Populaire van Régis Roinsard

### Beste acteur in een bijrol
- Laurent Capelluto – Le Temps de l'aventure
  - Bouli Lanners – 11.6
  - Olivier Gourmet – Grand Central
  - David Murgia – Je suis supporter du Standard
  - Renaud Rutten – Une chanson pour ma mère

### Beste jong mannelijk talent

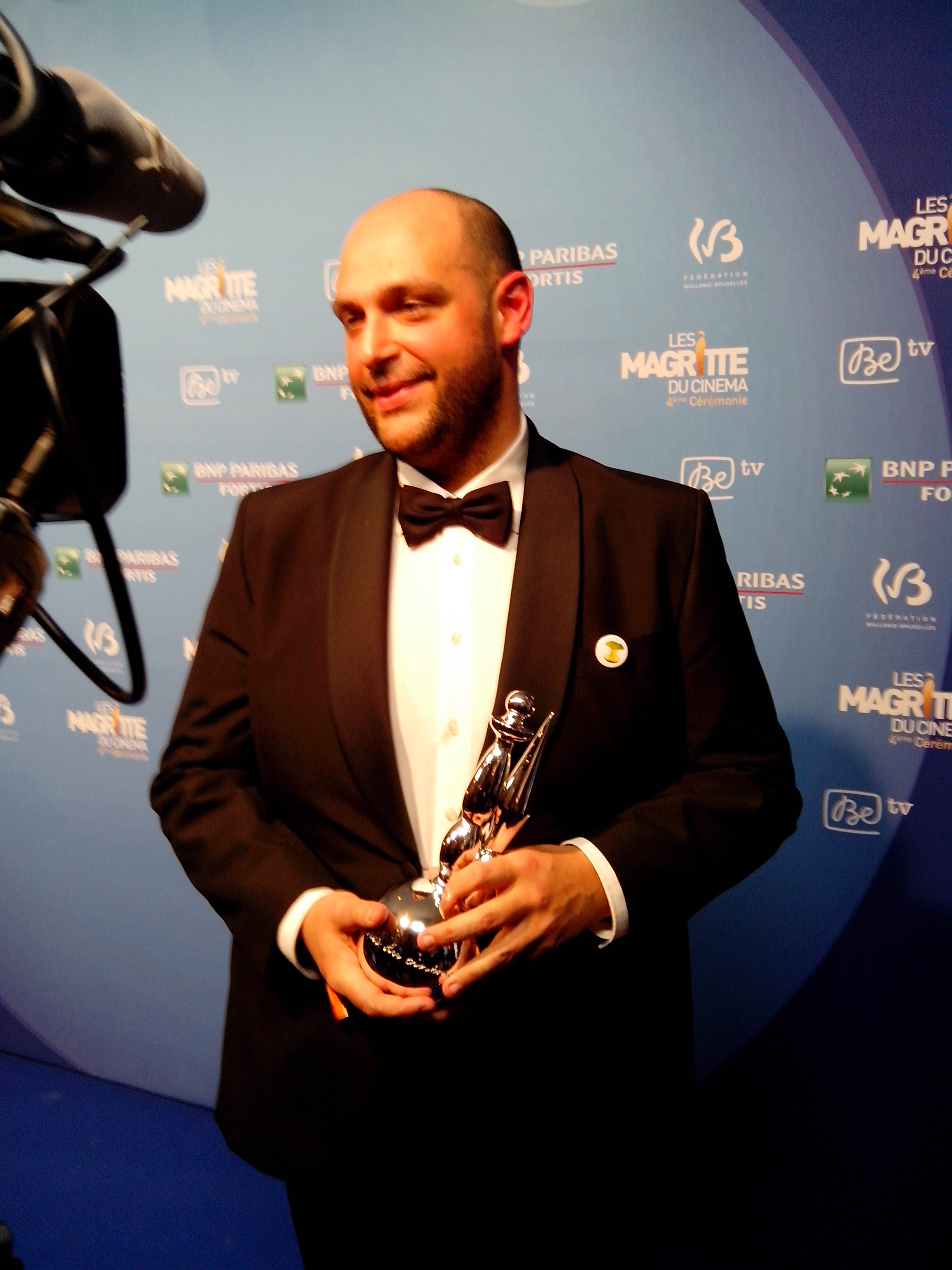
Achille Ridolfi

- Achille Ridolfi – Au nom du fils
  - Bent Simons – Kid
  - Steve Driesen – Landes
  - Mehdi Dehbi – Le Sac de farine

### Beste actrice in een bijrol
- Catherine Salée – La Vie d'Adèle
  - Dominique Baeyens – Au nom du fils
  - Nicole Shirer – Bxl/Usa
  - Christelle Cornil – Landes

### Beste jong vrouwelijk talent
- Pauline Burlet – Le Passé
  - Mona Walravens – La Vie d'Adèle
  - Rania Mellouli – Le Sac de farine
  - Anne Paulicevich – Tango libre

### Beste beeld
- Hichame Alaouié – Les Chevaux de Dieu
  - Christophe Beaucarne – L'Écume des jours
  - Virginie Saint-Martin – Tango libre

### Beste kostuums
- Catherine Marchand – Vijay and I
  - Nathalie Deceuninck, Aliette Vliers – Une chanson pour ma mère
  - Élise Ancion – Une place sur la terre

### Beste decor
- Véronique Sacrez – Tango libre
  - Igor Gabriel – La Cinquième Saison
  - Catherine Cosme – Le monde nous appartient

### Beste montage
- Marie-Hélène Dozo – Kinshasa Kids
  - Ewin Ryckaert – Tango libre
  - Sandrine Deegen – Vijay and I

### Beste filmmuziek
- Ozark Henry – Le monde nous appartient
  - Michelino Bisceglia – Au nom du fils
  - Christophe Vervoort – Le Sac de farine

### Beste scenario of bewerking
- Philippe Blasband en Anne Paulicevich – Tango libre
  - Fien Troch – Kid
  - Peter Brosens en Jessica Woodworth – La Cinquième Saison
  - Philippe Blasband en Sam Garbarski – Vijay and I

### Beste geluid
- Frédéric Demolder, Emmanuel de Boissieu, Luc Thomas, Franco Piscopo – Ernest et Célestine
  - Philippe Charbonnel, Guilhem Donzel, Matthieu Michaux – Au nom du fils
  - Marc Bastien, Thomas Gauder – Tango libre

### Beste korte film
- Welkom van Pablo Munoz Gomez
  - Bowling killers van Sébastien Petit
  - Le conseiller van Elisabet Lladó
  - Partouze van Matthieu Donck

### Beste documentaire
- La nuit qu'on suppose van Benjamin d'Aoust
  - Amsterdam Stories USA van Rob Rombout en Rogier van Eck
  - L'irrésistible ascension de Moïse Katumbi van Thierry Michel
  - The sound of Belgium van Jozef Devillé

## Films met meerdere nominaties
De volgende films ontvingen meerdere nominaties:
| Nominaties               | Film                     | Gewonnen |
| ------------------------ | ------------------------ | -------- |
| 9                        | Tango libre              | 2        |
| 6                        | Au nom du fils           | 1        |
| 4                        | Vijay and I              | 1        |
| 4                        | La Cinquième Saison      | -        |
| 3                        | Ernest et Célestine      | 3        |
| 3                        | Kid                      | 1        |
| 3                        | La Vie d'Adèle           | 2        |
| 3                        | Le monde nous appartient | 1        |
| 3                        | Le Sac de farine         | -        |
|                          | Kinshasa Kids            | 1        |
| La Religieuse            | 1                        |          |
| Landes                   | -                        |          |
| Les Chevaux de Dieu      | 1                        |          |
| Populaire                | -                        |          |
| Une chanson pour ma mère | -                        |          |